# Rezerwat przyrody Modrzewie (województwo małopolskie)
Rezerwat przyrody Modrzewie – florystyczny rezerwat przyrody w miejscowości Kluszkowce (województwo małopolskie, powiat nowotarski, gmina Czorsztyn). Utworzony został w 1959 dla ochrony stanowisk modrzewia polskiego, ma powierzchnię 10,67 ha (akt powołujący podawał 10,43 ha). Posiada otulinę o powierzchni 15,14 ha.
Rezerwat znajduje się w Gorcach, w dolnej części południowych stoków Lubania, na wysokości 640–670 m n.p.m. Leży w granicach Południowomałopolskiego Obszaru Chronionego Krajobrazu. Znajduje się na obszarze lasów państwowych należących do Nadleśnictwa Krościenko.
Na terenie rezerwatu stwierdzono występowanie 162 gatunków roślin naczyniowych, 9 gatunków mszaków i 8 gatunków porostów. Głównym przedmiotem ochrony jest rosnący tam stary drzewostan modrzewiowy, któremu towarzyszą znacznie młodsze egzemplarze świerka i sosny. Literatura z lat. 80. XX w. podawała, że występują tu 80-100-letnie okazy modrzewi rosnące w niewielkim zwarciu, osiągające 20–22 m wysokości i 45–50 cm średnicy w pierśnicy. Uważa się, że są to okazy modrzewia polskiego. Szczegółowe badania wykazują jednak, że mają one cechy pośrednie między modrzewiem polskim a modrzewiem europejskim i przynależność gatunkową trudno jednoznacznie ocenić.
Według obowiązującego planu ochrony ustanowionego w 2017 roku, obszar rezerwatu objęty jest ochroną czynną.
Przez obszar rezerwatu przebiega ścieżka przyrodniczo-leśna „Modrzewie” oraz wyznakowany w 2015 roku żółty szlak turystyczny z Kluszkowiec na Lubań.